# Kovářství

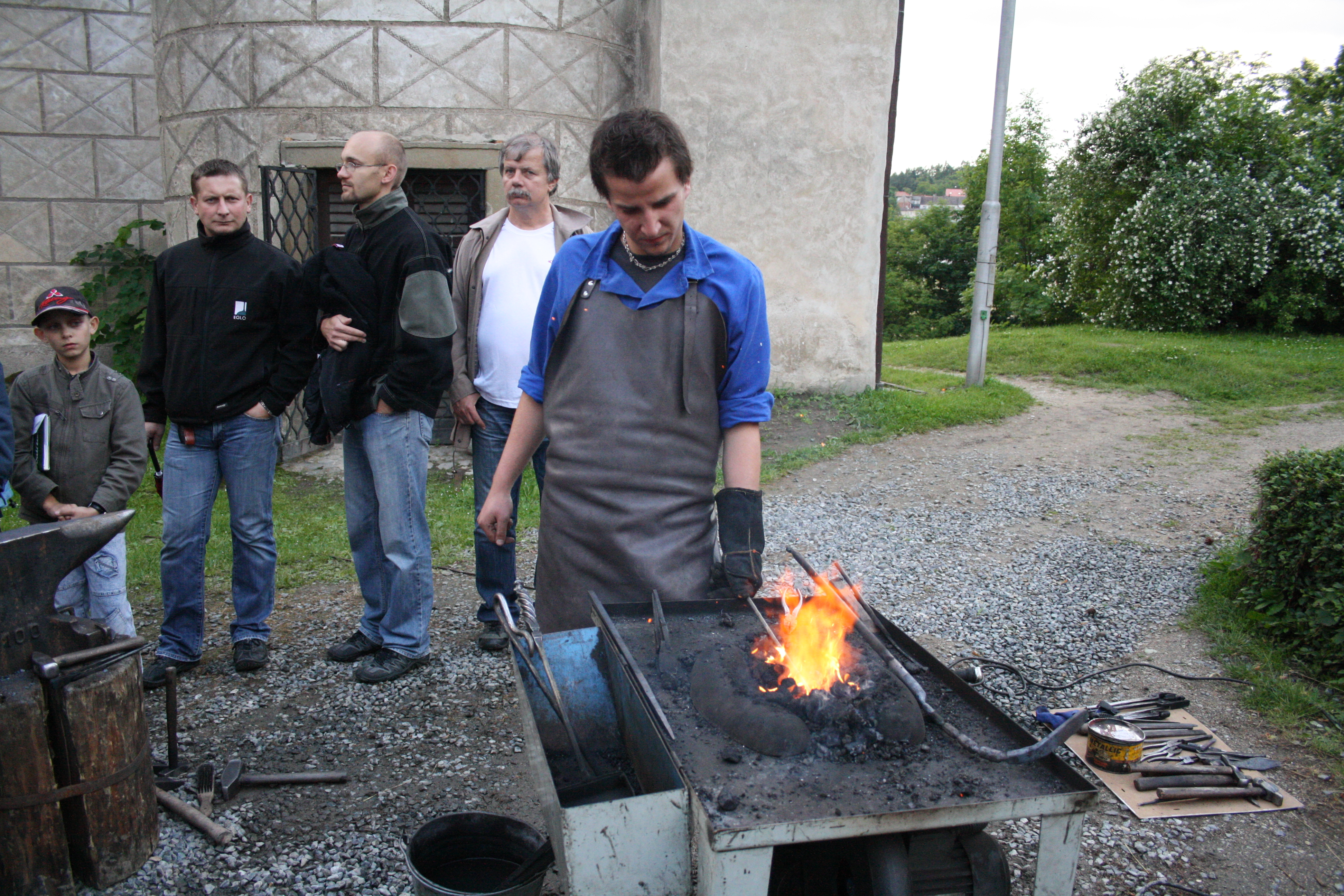
Umělecký kovář při práci

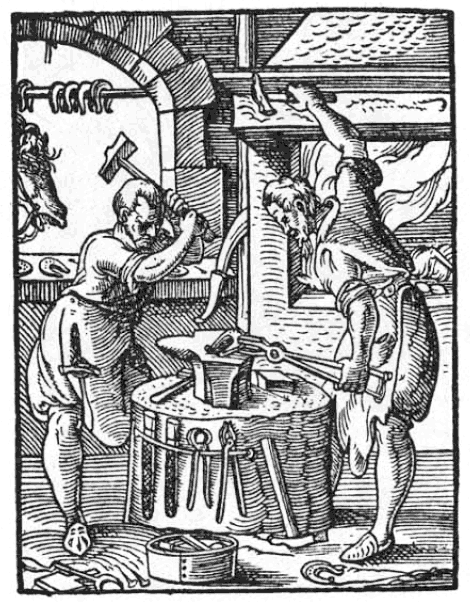
Kováři při práci, dřevoryt Josta Ammanna z roku 1568

Kovářství je řemeslo zabývající se zpracováním oceli a jiných kovů za tepla. Praktickou činnost kovářů pak označujeme slovem kování, stejné slovo pak označuje i některé ozdobné stavební prvky takto vyrobené – viz článek kování.
Kovářství patřilo k nejvýznamnějším oborům lidské činnosti, lze říci, že schopnost zpracovávat železnou rudu patří k jednomu ze základních hledisek nahlížení na vyspělost starověkých civilizací. Podle stupně vývoje lze hodnotit nejen kvalitu zpracování předmětů, ale i množství specializace.
V dnešní době je kovářství ve vyspělých zemích okrajovým a spíše uměleckým řemeslem. Neboť mnoho oborů zaniklo, navazuje kovářství dnešní doby ve velké míře na kovářství vesnické, kde kovář dělal veškerou práci s železem za tepla. Ceny kovářských výrobků jsou dnes velmi vysoké a vinou nedostatku kovářů mají stoupající tendenci.

## Nástroje

Kovadlina

Nejdůležitějším nástrojem kováře je kovadlina, u které je velmi důležité jednak jaký druh kovadliny kovář používá (v Čechách se nejčastěji využívá kovadlina štýrská) a jednak její osazení. Váha a rozměry jsou různé, ale kovadlina váží mezi 20 až 200 kg a zpravidla se její délka blíží k jednomu metru. U kovadliny je klíčové její osazení, to musí být vodorovné, jinak by se poškozovaly nástroje a kovadliny, navíc by šikmé osazení zvyšovalo pravděpodobnost úrazu. Kovadlina se připevňuje na špalek a to podle výšky kováře, ale tak, aby byla níže než výheň (cca 70–90 cm od země). Kontrolu kovadliny provádí kovář lehkým poklepem kladivem na kovadlinu, správně osazená kovadlina bez vnitřních trhlin vydává jasný zvuk. K udržování ohně kovář používá měchy, které byly poháněny ručně nebo šlapáním, nyní existují i elektrické měchy.
Co se týká kovářského nářadí, tak je vybavení kovárny různé, podle ambicí kováře. V moderních kovárnách bývají využívány stroje, především buchary a nýtovačky.
Historicky se nářadí ustálilo velmi brzy, základním nástrojem je samozřejmě kladivo, respektive kladiva, za základní kladivo lze považovat jednoruční kladivo (váha bývá mezi 1–2 kg s násadou mezi 30 a 40 cm) a dvouruční kladivo jehož váha se pohybuje od 4 do 10 kilogramů s násadou dlouhou až 90 cm. Jednoručním kladivem se dělají drobné práce. Pomocí tohoto kladiva kovář řídí práci pomocníka (tzv. přitloukače), který pracuje s dvouručním kladivem. Na specializované práce se používají různé druhy kladiv, jako jsou sekáče, které se dělí podle určení na sekáče určené k sekání za tepla a za studena.
Dalším velmi důležitým kovářským náčiním jsou kleště, kterých se v kovárnách používá devět hlavních typů, kromě těchto základních typů používá kovář velký počet doplňkových kleští.
Kromě obvyklých nástrojů jako jsou např. pilníky, nalezneme v kovárně i několik dalších pro kovářství typických nástrojů. K prorážení děr se používají různě velké a tvarované průbojníky. Specifickým nástrojem, který je v každé kovárně jsou hřebenovky, jsou to vlastně ocelové desky s otvory, kterými se pěchují hlavy hřebíků. Stejný účel i vzhled má nástroj, který se jmenuje hlavičkář a kterým se pěchují hlavy nýtů.
Specifickými nástroji je pak mnoho druhů utínek, zápustek, zápustkových či rovnacích desek atp.

## Suroviny
Prvotním materiálem používaným ke kování bylo meteorické či zemní železo, již v této době se vědělo, že existují značné rozdíly v kvalitě materiálu. Poté, co se železo začalo těžit systematicky, byl tento rozdíl znám velmi dobře a projevoval se samozřejmě především v ceně. Během krátké doby byly objeveny slabiny i výhody jednotlivých materiálů, což ovlivnilo jejich další využití.
Nejdůležitější vlastností z hlediska kováře je kujnost materiálu (tvárnost), kujností je myšlena schopnost materiálu trvale měnit tvar, tuto schopnost má samozřejmě každý kovářský materiál, ale záleží na tom, ze jakých podmínek ji získává. Čím je materiál kujnější, tím jsou finální výrobky měkčí. Historicky první kovářské výrobky byly z velmi kujného materiálu, protože kováři ještě nedovedli s ocelí správně pracovat. To vedlo k jejich měkkosti, která srážela jejich cenu. V tomto období byly bronzové výrobky dražší než výrobky ze železa. Kujnější materiál museli používat např. i Keltové na meče, což vedlo k tomu, že se jejich meče ohýbaly, toho v některých bitvách využívali Římané.
Za další, z hlediska kováře, důležité vlastnosti lze považovat tavitelnost (schopnost roztavit materiál) a svařovatelnost, tj. schopnost materiálu se spojit. Nejlépe se svařuje měkká ocel.
Z hlediska výrobků je pak důležitá jeho křehkost a odolnost vůči korozi, stálost, především pak pevnost (tj. odpor proti porušení ohýbáním, atp.), tvrdost (tj. odpor proti pronikání cizího předmětu) a houževnatost (tj. odolnost proti působení síly, např. ohýbání).
Po drtivou většinu kovářské historie byla známa a využívána především uhlíková ocel, legovaná ocel byla objevena teprve nedávno, proto do historie  vývoje kovářství nijak nepromluvila.

### Použití jednotlivých druhů oceli
O vlastnostech oceli rozhoduje především obsah uhlíku. Vyšší obsah uhlíku zvyšuje pevnost, ale i lámavost a křehkost finálního výrobku. Navíc se s množstvím uhlíku zhoršuje svařitelnost a snižují se možnosti obrábění. Z dalších prvků které se významným způsobem podílejí na vlastnostech výsledného výrobku lze jmenovat především síru, fosfor, mangan, nikl a křemík.
Železo a měkká konstrukční ocel nejsou kalitelné, ale jsou velmi houževnaté, proto je kováři využívali především na výrobu kování, skoby, atp.
Uhlíkové oceli lze kalit, proto se využívaly na výrobu nástrojů.

### Druhy paliv
V kovárnách se dříve používalo výhradně dřevěné uhlí, které má vynikající vlastnosti a výhřevnost do osmi tisíc kilokalorií, tedy cca 33,5 kilojoule. Velkou výhodou je dokonalé spalování, které je čisté (prakticky bez síry). Nevýhodou je rychlé hoření a v dnešní době vyšší cena. Dnes se pro vyšší cenu využívá velmi málo a to především na malé předměty z velmi kvalitní ocele.
V současnosti se v kovárnách nejčastěji používá kamenné kovářské uhlí, toto uhlí má výhřevnost do šesti tisíc kcal (asi 25 kJ). Výhodou je především příznivější cena. Toto uhlí se na výheň přikládá mokré, při hoření se spéká čímž chrání ohřívaný materiál před ochlazením. Nevýhodou je značný obsah síry, nižší výhřevnost a tvorba odpadní škváry. Pokud je potřeba dosáhnout nižšího obsahu síry, je uhlí nutno propírat.
Na větší práce lze využít i koks, který má výhřevnost do 7 300 kcal (což odpovídá 30,5 kJ) a nevytváří škváru, ale jeho způsob hoření není pro kovářskou práci příliš výhodný. Výhodou je pouze cena.
Ve 20. století se začala využívat i celá řada moderních paliv jako je elektřina, nafta, či svítiplyn, atp. Nevýhodou je, že na takové vytápění nejsou starší kovárny zařízeny a navíc dochází k jinému hoření, což je na výsledných produktech znát.

### Pomocné prostředky
V kovárnách je potřeba značné množství vody, která se může používat ke kalení, kvalita a složení vody mají na finální produkt velký vliv. Ke kalení se nejlépe hodí olej, který již byl ke kalení několikrát použit, proto je prováděno tzv. zakalování oleje. Voda je dále využívána k chlazení nástrojů a ke skrápění ohně.
Mezi pomocné prostředky lze dále řadit mnoho druhů cementačních prášků, kalících prostředků a svářecích přípravků.

### Odpad
V kovárnách vzniká značné množství odpadu, který je označován jako kovářská struska. Tu tvoří popel a zbytky paliva a tzv. okuje (odpadlé kousky materiálu). Okuje a zbytky paliva se spékají do škvárovité hmoty.

## Kovářská práce

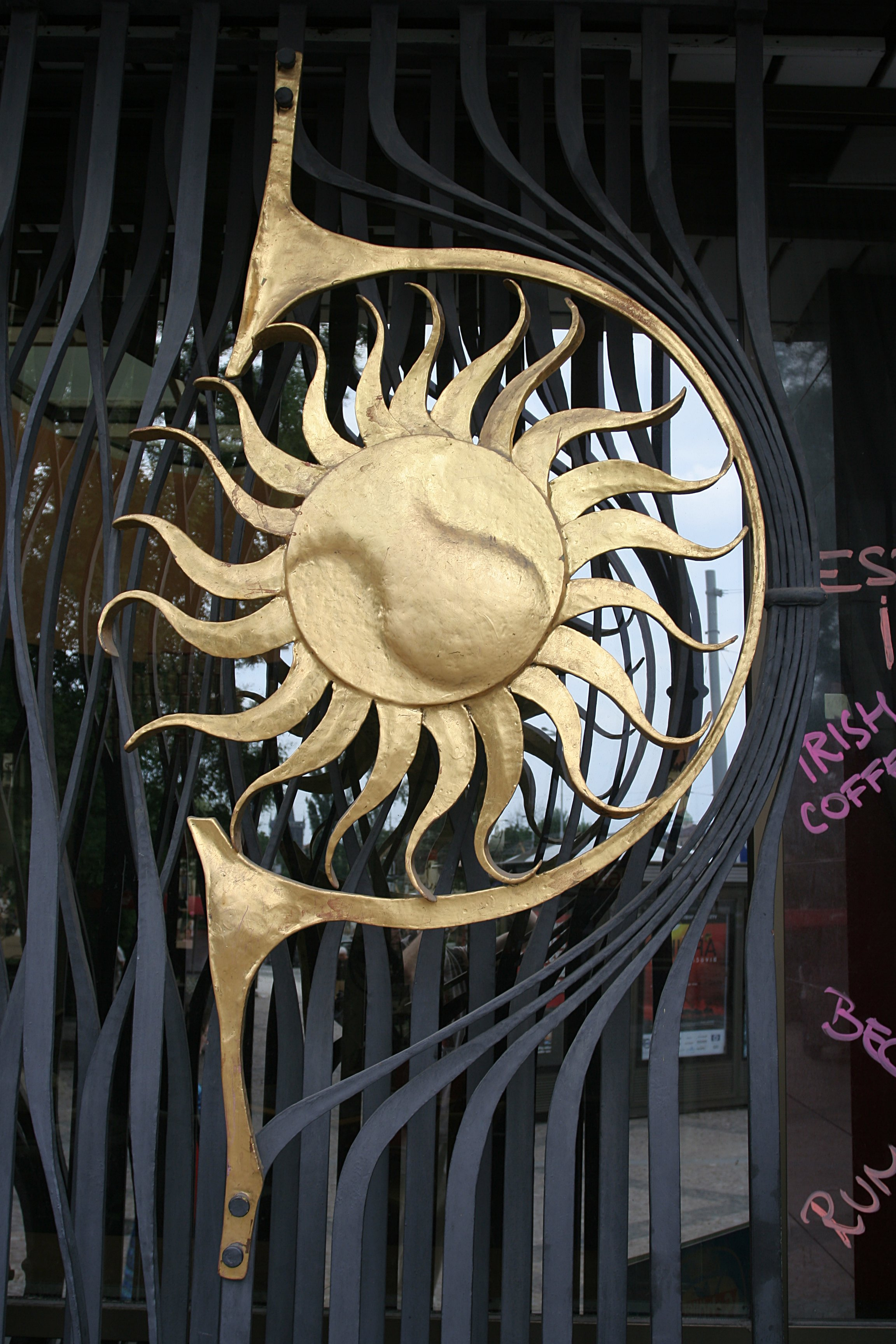
Ukázka moderní kovářské práce, stanice Malostranská pražského metra

Při tepelném zpracování zůstává neměnný tvar, mění se pouze struktura zpracovávaného materiálu. Nedochází tedy k roztavení oceli, to vede k tomu, že kovář pracuje s polotovarem. Vlastní kovářská práce začíná ohřátím materiálu ve výhni. Přičemž platí několik základních pravidel, materiál se do rozžhaveného paliva dává tak, aby nedocházelo k ochlazení přiváděným vzduchem (tzn. nesmí být moc hluboko), protože jinak by docházelo k oxidaci železa a spalování uhlíku. U předmětů, které budou mít ostří, se materiál vkládá tak, aby strana s ostřím byla otočena směrem od vzduchu.
V moderních kovárnách existují možnosti jak pomocí přístrojů určit teplotu. Dříve a nyní i v malých kovárnách se teplota určuje podle zabarvení, tvaru jisker atp. Zhruba při 600 °C začínají kovy svítit a zbarví se do červenohněda, tato barva při překročení 650 °C přechází do červené. Červené zabarvení má kov poměrně dlouho, ale jeho odstíny se výrazně mění. Při teplotě přes 860 °C začíná kov žloutnout, aby přes několik odstínů žluté při teplotě nad 1 250 °C postupně zbělel. Počáteční teplota kdy začíná být železo či ocel tvárná je závislá na kvalitě materiálu, obecně lze říci, že se jedná o teploty od 700 °C. Teplota kdy materiál začíná být tvárný je označována jako konečná kovací teplota. V závislosti na tom co kovář zamýšlí s materiálem dělat, může materiál zahřívat až na tzv. počáteční kovací teplotu, která je u většiny ocelí kolem 1 200 °C. Doba zahřátí na kovací teplotu je závislá na kvalitě a velikosti kovaného materiálu (pro představu lze říci, že v klasické venkovské kovárně trvá zahřátí 18 mm silné ocelové kulatiny na 1 100 °C cca 4 minuty). Odhad ohřátí ocele je poměrně složitý a musí být i relativně přesný, neboť pokud dojde k nedokonalému ohřevu, není ocel dostatečně tvárná, nebo je tvárný pouze povrch, ale jádro předmětu má nižší teplotu, to způsobí vnitřní pnutí, které vytvoří neviditelné trhlinky, čímž se sníží kvalita výsledného výrobku. V opačném případě může dojít k přehřátí oceli, což způsobí oduhličení oceli na povrchu a výrobek ztrácí svoji pevnost.
Přehřátí oceli lze částečně spravit překováním výrobku na teplotě o trochu (cca 20–40 °C) nižší teplotě než je počáteční kovací teplota. Oduhličení lze napravit žíháním. Extrémní formou přehřátí je tzv. spálení, tj. stav kdy dojde k okysličení nejen povrchu, ale i jádra materiálu, ocel se pak při vyndání z výhně rozpadá, taková ocel je pak již nepoužitelná.
Někdy je cílem zahřát výrobek pouze na konečnou kovací teplotu či lehce nad a udělat pouze úpravy tvaru a poté lze výrobek po vychladnutí bez dalších postupů používat (např. pohrabáč) u jiných výrobků je cílem zahřátí na počáteční kovací teplotu (či teplotu jí blízkou) čímž dochází k překrystalizaci a tím ke změně vlastností. To je samozřejmě doprovázeno dalšími pracovními postupy jako je kalení, atp.

### Základní kovářské techniky
Vlastní vytváření výrobku stojí na několika základních technikách a jejich vzájemné kombinaci, tyto techniky jsou v kovářství známy velmi dlouhou dobu, většina těchto technik byla známa ve starověku a znovu objevena ve středověku. Samozřejmě záleží především na zručnosti kováře, jak dovede jednotlivé techniky kombinovat a jak precizně je zvládne. Některé z těchto technik vyžadují značnou fyzickou sílu a jsou poměrně namáhavé, u některých je nutností práce dvou lidí (kováře a pomocníka). Staří kováři vypozorovali, že při ručním kování velké série po mnoho hodin je výhodnější použít lehčího kladiva a dát mu větší švih – přitahovat ho. Těžké kladivo je výhodné jen zdánlivě, kovář se mnohem dříve unaví.

#### Utínání
Utínání je nejzákladnější kovářská technika, která je základem kovářské práce, jedná se o jednoduchou techniku, kdy se materiál pomocí sekáče přesekne na dvě části. Utínání lze u slabších prutů či plechů provádět i za studena. U silnějších materiálů se provádí tak, že se materiál nahřeje na teplotu zhruba 900 °C. Provádí se tak, že se sekáč přiloží na místo, kde je žádoucí useknutí, a kladivem se do něj udeří. Při sekání lze použít utínku, která se položí pod místo určené k useknutí. Sekáč je vlastně kladivo s ostřím, na sekání za tepla má menší úhel ostří než pro sekání za studena. Výhodou sekání za studena je, že není nutno věc odseknout zcela, protože ji lze kladivem urazit.

#### Vytahování
Vytahování je technika, jejímž cílem je prodloužit materiál, tím se zmenšuje jeho šířka. Tato technika se využívá prakticky pouze za tepla, ačkoli je možno o několik milimetrů prodloužit materiál i za studena. To se dělá pomocí lehkých poklepů nosem kladiva na kovadlině.
Při potřebě většího protažení se ocel nahřeje až k teplotám blížícím se 1 200 °C (ocel je žlutá), při ohřevu záleží na typu ocele, čím více uhlíku obsahuje, tím potřeba nižší teplota. Minimální teplota je o více než sto padesát stupňů nižší. Při větších prodlužováních je nutné materiál ohřívat několikrát, protože pokud se teplota materiálu dostane pod 800 °C je tato technika nevyužitelná. Na každý ohřev je nutno počítat s určitou ztrátou hmotnosti materiálu.
Existuje několik základních technik prodlužování. Materiál se dá buď na rovnou plochu nebo na hranu kovadliny a údery kladiva (tvar použitého kladiva je ovlivněn tím, kde je materiál na kovadlině umístěn) dojde k prodloužení. To způsobí také nežádoucí deformace, proto je pak materiál nutno ještě vykovat do požadovaného tvaru. Pokud se prodlužuje do špičky, vyková se napřed špička. U silnějších materiálů je potřeba pomocník. Při práci s pomocníkem kovář drží materiál na kovadlině a pokládá osazovací kladivo na patřičné místo a pomocník na něj tluče dvouručním kladivem.
Nejvíce lze prodloužit materiál pomocí utínky, na kterou se položí rozžhavený materiál. Naproti utínce se položí osazovací kladivo na které pomocník tluče dvouručním kladivem. Po každém úderu pak kovář vytahovaný materiál posune. Po takovémto prodlužování je výrobek velmi nerovný a je potřeba ho srovnat.
Speciálním druhem vytahování je ostření.

#### Rozkovávání
Jedná se o techniku, prakticky shodnou s vytahováním, ale při rozkovávání je cílem zvětšit šířku. Co se ohřevu týče, je totožný s vytahováním. Následná práce je celkově podobná vytahování. Pokud je potřeba materiál nejen rozšířit, ale i prodloužit, ková se ploskou kladiva, pokud se má jen rozšířit, ková se nosem kladiva. Rozšiřování se provádí od středu a to střídavými údery nalevo a napravo. Pokud se rozšiřuje silný materiál, je potřeba pomocníka.

#### Pěchování
Pěchování je vlastně opak vytahování, cílem je zesílit a tím i zkrátit předmět. I zde je ohřátí prakticky shodné se způsobem ohřátí u vytahování. Materiál musí být nahřán rovnoměrně, jinak by vznikaly různé deformace. Problém nastává v okamžiku, kdy je třeba napěchovat jen část výrobku, v případě, že se jedná o koncovou část, nahřeje se pouze konec, v případě, že jde o středovou část, je nutno okolí ochladit.
Pěchuje se podle toho, co se pěchuje. Nejlépe se pěchují dlouhé tyče, které se prostě zdvihnou do výšky a udeří se s nimi o ocelovou desku na zemi v kovárně, tyč se pak napěchuje svojí vahou. Jestli je pěchovaný kus delší než širší, postaví se na kovadlinu žhavým koncem a do studeného se pak tluče kladivem. Pokud je to opačně, tluče do žhavého. Pěchování se využívalo mj. k výrobě hřebů.
Jediná výjimka: nelze pěchovat rychlořeznou ocel – doslova se roztrhá. Lze ji jen prodlužovat nebo ohýbat. (např. při kování soustružnického nože).

#### Ohýbání
Zde je třeba říci, že tenký materiál z měkké ocele je lépe ohnout za studena, což se dělá kladivem na rohu kovadliny. Pokud je potřeba ohnout silnější materiál, je potřeba nahřát patřičnou část, zpravidla lehce nad konečnou kovací teplotu (tj. zpravidla lehce nad 800 °C). Ohýbání se provádí tak, že se rozžhavené místo ohybu přiloží na hranu kovadliny, pomocník ho pak dvouručním kladivem přitlačí ke kovadlině a kovář poté kladivem materiál ohne. Dlouhé a těžké předměty se ohýbají na litinové ohýbací desce. Pokud je třeba tvořit kruhovité zahnutí, dělá se na hrotu kovadliny, v případě, že je třeba docílit menšího průměru, použije se nástroj jménem vlček.

#### Zkrucování
Zkrucování je velmi náročná technika užívaná především v uměleckém kovářství, ačkoli dříve se využívala při kování na voze. Zkrucování lze do šířky materiálu lehce přes dva centimetry udělat za studena, jeden konec tyče se uchopí do svěráku, na materiál se nasadí trubka patřičného průměru a pomocí vratidla se zkroutí. Pokud je potřeba zkrucovat silnější materiál, je nutné dbát na rovnoměrné prohřátí materiálu, pokud je materiál prohřátý nerovnoměrně, tvoří se nestejně velké závity, což působí nepěkně. Technika je víceméně stejná jako za studena, studený konec se uchytí do svěráku a pomocí kleští nebo klíčů se materiál otáčí. To je poměrně náročné na fyzickou sílu i na rovnoměrnost pohybů, tato technika vyžaduje již poměrně značné zkušenosti.

#### Probíjení
Probíjení je nejjednodušší metoda, jak udělat do ocele díru, výhodou této metody oproti vrtání je, že nenarušuje strukturu a tím i pevnost materiálu. To umožňuje udělat díry velikosti, které vrtání prakticky neumožňuje. Rozžhavený materiál se položí na kovadlinu na její otvor, do místa zamýšlené díry se položí průbojník, nebo probíjecí kladivo. Do toho se lehce udeří, poté se vyndá průbojník a do díry se rozdrcené uhlí na prach. To se dělá proto, aby pak šel průbojník lépe vyndat (uhelný prach se vznítí a zplynuje). Poté se průbojníkem protluče otvor zhruba do dvou třetin, pak se průbojník vyjme, ochladí se a díra se dodělá z druhé strany. Proražený otvor lze pomoci kovadliny různě zvětšovat. Poté se otvor upraví trny. Takto se dělají např. otvory na nasazení kladiva, atp. Existují ještě další možnosti probíjení, ale ty jsou používány pouze ve specifických případech.

#### Štěpení
Štěpení se provádí, pokud se má konec, či hrana rozdělit. Provádí se pouze ze tepla a to tak, že se na konci štěpu materiál probije, aby se štěp nedostal dále, než je zamýšleno. Poté se sekáči nebo probíjecím kladivem materiál seká od konce, až k probitému otvoru.

#### Rovnání a hlazení
Tato práce je jedna z tzv. zakončovacích prací, cílem této činnosti je zarovnat a zahladit povrch výrobku. Toto se provádí hladícím kladivem. Materiál se ochladí na takovou teplotu, kdy lze ještě poklepem rovnat, ale klepnutí již nezanechá stopu. Na konečné zahlazení se používá sedlík, na kruhové materiály se používá zápustka.

#### Spojování
Spojit materiál lze v zásadě čtyřmi způsoby:
- Svařování je pravděpodobně nejzajímavější spojovací technika, běžně užívaná kováři. V kovářství se nevyužívá svařování plamenem ani elektrickým obloukem. Historicky se nevyužívalo, protože nebylo známo – (Proto ho restaurátor např. historické mříže ani nelze použít – nutno použít původní technologie), a v nynějším uměleckém kovářství se nepoužívá, protože takový svár nepůsobí pěkně. Kovář svařuje v ohni, zde platí že nejlépe se svařuje ocel s nízkým obsahem uhlíku. Na svařování je potřeba vysoká teplota – přes 1 400 °C, což je teplota, kdy je ocel bílá a začíná přecházet z pevného skupenství. Existuje několik způsobů jak svařovat ocel, běžně využívané jsou pouze dva. Svařování přeplátováním a do klínu. Při svařování do klínu se oba konce napěchují, jeden se rozsekne a druhý zaostří, poté kovář oba konce očistí a spojí. Po tomto základním spojení dá spojený konec do výhně, zahřeje ho na svařovací teplotu a poté ho proková. Tento druh sváření se používá na namáhaná místa.

Druhým, dnes spíše vzácně používaným způsobem sváření je svařování přeplátováním. Historicky je však tato technika sváření asi nejstarší a patřila k nejpoužívanějším. V tomto případě se také oba konce napěchují, poté kovář oba konce zaostří a nahřeje je na stejnou teplotu. To v je případě, že se svařují dva druhy materiálu či nestejně silná ocel obtížné a vyžaduje to značné zkušenosti. Po zahřátí oba konce zbaví nečistot, spojí je a udeří do nich kladivem, tento úder je nutno vést šikmo, proto se vede hranou plosky přitloukacího kladiva. Poté se svár proková.
Při obou typech sváření hrozí riziko nekvalitního spoje, proto je nutno svár po ochladnutí pečlivě prohlédnout, pokud by byl jakkoli patrný je nutno kov znovu nahřát na svářecí teplotu a prokovat, při tomto druhém nahřátí se zpravidla používají svařovací prášky.
- Druhou možností jak spojovat materiál je nýtování, kováři si nýty zhotovují sami, díry na nýty se nevrtají, ale za tepla se materiál probije, poté se stáhne stahováky a nasadí ohřátý nýt.
- Třetím typem spojování je spojování pomocí objímek a spon, kovář si vyrobí patřičně velkou objímku či sponu, kterou pak za tepla nasadí na spojovaný materiál.
- Poslední způsob, jak spojit materiál je tzv. nasazování za tepla, tento způsob využívá toho, že chladnoucí ocel zmenšuje svůj objem. Tento způsob lze tedy využít, pokud se spojuje teplá ocel s jiným materiálem. Takto se tvořily obruče kolem kol, věder, sudů atp.

### Základní kovářské postupy při změně vlastností kovů
Pracovním postupem je míněna obecně taková činnost, která ovlivňuje vlastnosti materiálu. Takových postupů existuje značné množství, přesto lze říci, že existují čtyři základní, nejvíce využívané postupy ke změně vlastností oceli či jiného kovu. Tyto postupy jsou kovářům známy velmi dlouho.

#### Kalení
Kalení je mezi laiky nejznámějším kovářským postupem, je na něm ve filmech často ukazována kovářská činnost, ve filmu se často zakalují věci, u kterých kalení nemá žádný smysl. Cílem kalení je zvýšit tvrdost výrobku, nevýhodou je, že zvyšuje křehkost. Kalení v kovárnách je v některých ohledech odlišné od kalení, které je průmyslově prováděno v kalicích pecích.
Při kalení dochází k prudkému ochlazení předem rozžhaveného materiálu (výrobku), toto ochlazení vyvolá v oceli obrovské pnutí, proto hrozí riziko, že při moc prudkém ochlazení výrobek popraská. K tomu dochází, protože povrch se ochlazuje výrazně dříve a rychleji než střed výrobku. Aby kalení proběhlo úspěšně, musí být splněno několik podmínek. Základní podmínkou je kalitelnost materiálu – např. železo kalit nelze, zrovna tak není možné kalit některé druhy ocele – především měkké konstrukční ocele do obsahu 0,25 % uhlíku jsou nekalitelné. Proto, když kovář pospíchá, může ještě rozžhavený kus zamočit ve vodě – nic se nestane. Druhou podmínkou je správný ohřev, ten je nutno provádět tak, aby se zabránilo přístupu vzduchu k ohřívanému materiálu, proto musí být dokonale obklopen žhavými uhlíky. Dále je nutné kalený kus správně prohřát, při přehřátí vzniká nebezpečí popraskání.
Kalení se provádí nejčastěji ve vodě, jejíž ochlazovací schopnosti lze měnit pomocí přísad, méně časté je kalení v různých olejích. Provádí se tak, že se předmět svisle ponoří do kalící látky, poté se s ním pohybuje nahoru a dolů. Zcela výjimečně lze také kalit vzduchem. Rychlořezné oceli obsahují takové množství legur, že jsou samokalitelné; případně proudem vzduchu.
Kalení je zakázáno u součástek, které by při nečekaném prasknutí způsobily úraz. Např.: U kovaných háků zvedacích zařízení platí zásada, že při přetížení se musí hák natahovat a tím varuje obsluhu. Kalený by nečekaně praskl a břemeno by spadlo. Dále ruční páčidla apod.

#### Popouštění
Popouštění je postup, který úzce souvisí s kalením, jeho cílem je zvýšit houževnatost zakaleného výrobku. Při tomto procesu klesá tvrdost výrobku velmi málo, ale houževnatost se zvyšuje výrazně. Jedná se vlastně o překalení[zdroj?] za nižších teplot. Očištěný zakalený předmět se při popouštění neohřívá ve výhni, ale položí se na ohřátou ocelovou desku, která předmět ohřeje na 210–310 °C. Aby se předmět dokonale prohřál, je nutno ho otáčet ze všech možných stran. Po prohřátí se předmět ponoří do kalící lázně.
Někdy se tato technika kombinuje s kalením, tzn. po zakalení části předmětu se zakalená část očistí a nezakalená jí pak předá potřebné teplo na popouštění (tak zvané popouštění vlastním teplem). Správná teplota je opět určována podle barvy, např. sekery se popouští při teplotě cca 290 °C, čemuž odpovídá fialová barva ocele, nože pak při 220 °C čemuž odpovídá světle žlutá barva,[zdroj?] = největší tvrdost.
Z hlediska bezpečnosti práce musíme dbát, abychom popouštění nikdy nevynechali. Např. pouze zakalený sekáč se může vyštípnout a poranit oko apod.

#### Cementování
Cílem tohoto procesu je zvýšit povrchovou tvrdost výrobku, přičemž vnitřek zůstane měkčí a houževnatější. Protože tvrdost výrobku je závislá především na množství uhlíku, je nutno uhlík do oceli přidat. Ve dvacátém století byly objeveny cementační pece a cementování tak začalo být praktikováno ve velkém. Dříve a v malých kovárnách stále se jedná o časově velmi náročný proces (nacementování 2milimetrové vrstvy trvá přes dvanáct hodin). Výrobek se nahřeje na vysokou teplotu a poté se vloží do směsi bohaté na uhlík, ze které se uhlík dostane do ocele. Cementovaná věc musí být zcela obalena směsí, aby se k ní nedostával vzduch.

#### Žíhání
Cílem žíhání je zbavit ocel vnitřního pnutí. Přitom dochází k jeho změkčení. Proces žíhání je taktéž časově velmi náročný, provádí se tak, že se ocelový výrobek rovnoměrně a pomalu zahřívá na teplotu pod 900 °C (ocel je světle červená), tato teplota nesmí být překročena. Poté se materiál nechá pomalu chladnout. Zahřívání při žíhání trvá několik hodin, na fázi chladnutí zde záleží nejvíce a platí, že čím pomaleji žíhaný materiál chladne, tím většího efektu je docíleno.

### Zdobící techniky
Zdobení se neprosadilo pouze ve městech, ale i na vesnicích. Na vesnicích se vytvořila řada regionálních stylů, kde lze rozeznat nejen jednotlivé regiony, ale i jednotlivé kováře. Co se regionálního zdobení týče, tak v Čechách se stal známý valašský styl. Podobně regionální ráz zdobení vznikal prakticky po celé Evropě, v Asii byla situace dost odlišná, zde vznikaly jakési národní slohy či styly opravdu velkých regionů.
Po zrušení poddanství se kováři snažili odlišit svá díla, proto se objevují jakési podpisy na jednotlivých výtvorech. Nejednalo se o podpis kovárny, ale o podpis skutečného kováře, který se nedědil. K podpisu býval někdy připojen letopočet. Způsob podpisu, lze rozdělit do čtyř skupin:
1. Monogram
2. Celé jméno
3. Zkratka jména, či písmena spojená s obrázky
4. Samostatný obrázek

#### Rýhování
Rýhování byl a u uměleckých kovářů stále je nejrozšířenější způsob zdobení. Provádí se tak, že se na výrobek nakreslí vzor, který se pak rýhováky vyryje. Rýhovák je v principu tupý sekáč, tímto ztupením se určuje hloubka rýhy. Ostří některých rýhováků může mít ozdobný tvar.

#### Leptání
Jedná se o jednu z nejstarších technik zdobení, tato technika nemá s kovářstvím nic společného, vyjma toho, že ji dělali a dělají kováři. Existují dva způsoby jak lze výrobek leptat. V obou případech se nakreslí vzor a poté se nějakým, kyselině odolným přípravkem potře výrobek a jehlou se vyškrábe buď kresba, nebo její okolí (podle toho zda chceme vyleptat kresbu či jí mít vystouplou). Poté se na výrobek nanese kyselina, když se nepokrytá část patřičně vyleptá, výrobek se opláchne a zbaví látky nepropouštějící kyselinu.

#### Zlacení
Pod tímto pojmem myslíme nejen zlacení, ale i stříbření atp. K pozlacení vytepaného vzoru se používal tzv. zlatý éter, což byla směs éteru, lučavky a pozlátka, ten se pak nanášel štětcem do obrazce. Pokud bylo potřeba pozlatit, postříbřit, či pomědit celý předmět, byl tento namočen do speciální směsi.
Další technikou je zlacení, stříbření, atp. zlatými, stříbrnými plátky, tato technika však byla v kovářství téměř nevyužívaná, protože tuto práci prováděl zpravidla zlatník.
Někdy se využívalo nielování a vytepaná místa byla vylévána patřičným kovem a pak zabroušena.
Ve 20. století se prosadilo galvanické pokovování, které nemá s kovářstvím nic společného. K této technice je nutné zařízení, které se v kovárnách nepoužívá. Protože tento způsob je možno využívat průmyslově, byla technika zlacení z kováren prakticky vytlačena.

#### Cizelování
Cizelování ve smyslu tepání ornamentů se stalo součástí uměleckého kovářství teprve v minulém století a to po zániku cizelérství jako samostatného odvětví. Cizelovat lze za tepla i za studena a používají se na to speciální nástroje tzv. puncny.

#### Taušírování
Taušírování patří ke kovářství jen velmi okrajově, historicky bylo využíváno snad jen platnéři, a to jen u zbrojí, které již měly pouze dekorativní charakter. V dnešní době se tato technika pro svou pracnost a nákladnost již téměř vůbec nepoužívá.

### Specializace
S rozvojem technologií a rozšiřováním sortimentu kovářských výrobků vznikala potřeba specializace a některá řemesla se od kovářství dokonce zcela oddělila. Příklady specializací:
- podkováři
- lopatníci (vyráběli i kosy a srpy)
- pilaři, jehlaři
- hřebečníci
- plotnáři
- šínaři
- flašnéři (dnes klempíři)
- cvočkaři
- zámečníci
- pasíři
- zvonaři
- orlojníci
- puškaři

## Symbolika, mýty a historie
Kovářství, protože pracovalo s ohněm bylo považováno za „tajemné řemeslo“. Tato práce s ohněm obklopila kovářství mnoha kulty, mýty a pověrami.
V tradičním dělení na řemesla čistá a nečistá (tj. řemesla ducha = umění a řemesla rukou) byli kováři považováni za nečisté řemeslo a ve společenském žebříčku stáli nízko. V nejstarších dobách a některých zemích měl kovář dobré společenské postavení, protože práce kováře je těžká a vyžaduje značnou sílu. Kovář byl zpravidla i silný, což vedlo ještě k rozšíření řady pověr. Kovárna byla na vesnicích, ale i ve městech jedním z center života, kde se scházela řada lidí. Tento přístup patrně vychází nejen z praktické stránky věci, že ke kováři zpravidla chodili formani, ale i z historie, kdy kováři putovali za prací a byli tak šiřiteli zpráv a příběhů.
Do mytologie a náboženství pronikali kováři relativně často, o významu kovářů svědčí i fakt, že se prakticky jako jediní řemeslníci stávali bohy. Nejznámějším kovářem-bohem je řecký Héfaistos, který jako kovář velmi reorganizoval život na Olympu. Héfaistos, je bohem ohně, kovářství a funguje i jako zbrojíř bohů. Héfaistos ovlivnil i pojetí římského boha Vulcana, který má stejné funkce. Vulcanus má dílnu pod Etnou. Legendární božští kováři často ovládají blesk a hrom.
V primitivních či polyteistických náboženstvích je představa kováře jako vládce ohně zakotvena ještě pevněji, např. u Jakutů byl kovář roven šamanovi, kdy kovář léčil přirozenými prostředky a šaman pomocí duchů. Tento pohled není nikterak neobvyklý, v Evropě bylo zvykem, že manželka kováře byla kořenářka, kovář trhal zuby, atp. Kromě léčení do kompetencí kovářů spadalo i tzv. dešťové kouzlo. Protože ovládal oheň, který je spjat s představou podsvětí a pekla, byl kovář někdy považován za černého šamana.
V Africe je relativně běžné, že se kovář chová ke kovadlině, jako k nevěstě, to znamená že se s přinesením kovadliny pojí regulérní svatební obřad, včetně kropení vodou, které má zajistit plodnost, to se děje např. u Kitarů. I zde je kovář považován za vládce ohně a často je něco jako bratr šamana, občas jím je vyžadováno, aby jím byl i reálně. V Africe je s kovářstvím spojeno značné množství pověr, za nejzajímavější lze považovat, že u některých národů je v době, kdy se ková, vyžadován sexuální půst a to často nejen od kováře, ale i od celé vesnice, protože sex by mohl zkazit dílo. Zde je potřeba zdůraznit, že u takových národů neproběhlo rozdělení na hutníky a kováře a že tyto národy neprovozují metalurgii běžně, ale pouze v určitém období. Do ohně v kovárně se přidávají ochranné přísady, jako je kuřecí krev, které mají za úkol zabránit zlým duchům kazit dílo.
Zvláštností je Indie, kde se v mýtech spojených s kovářstvím objevuje řada lidských obětí, přičemž podle jednoho mýtu došlo k usmrcení většího počtu kovářů, protože bohům vadil kouř z jejich kováren.
V některých slunečních kultech se objevuje myšlenka, že jakýsi kovář, často bůh či jeho pomocník ukul slunce, to je silně patrné např. u východních Slovanů, kde tuto funkci měl Svarog. Tato myšlenka však pochází z Pobaltí.

### Cechy
Kováři v Českých zemích se v polovině 14. století začali sdružovat do cechů, nejdříve na Starém Městě pražském. O těch je známo, že užívali v průvodech zelenou korouhev s oděncem v ostruhách a mečem, jejich patrony byli svatý Eligius, svatý Linhart (německy Leonard), Matěj (apoštol) a Patrik. Jako cechovní znamení mívali na pečeti kladivo, kovadlinu a podkovu, protože kováři a podkováři byli sdruženi ve společném cechu. Ve velké části světa byla podkova vyvěšována jako vývěsní štít, profesní znamení a aby přinesla štěstí a bohatství.

### Pověry
V Českých zemích existovala řada pověr a pořekadel, které se zpravidla pojily s léčením koní. Chtěl-li kovář zaříkávat, musel od Nového roku do svatého Jiří (24. dubna) zamáčknout dvěma prsty pravé ruky krtka. Některé rady, které byly běžně rozšířeny, působí v dnešní době úsměvně, např. proti uřknutí se běžně radilo: Chyť kocoura pitomého, a nalej plný škopek vody, potom ho třikráte v té vodě potop a pak s ní zmej koně. Na klisnu vem kočku.

### Bájní kováři
- Ellia, jakutský předek
- Héfaistos, řecký bůh
- Goibniu, keltský bůh
- Chycky, Jakutové a jim blízké národy
- Regin, vykoval meč Gram, germánská a keltská mytologie
- Svarog, Slované
- Vulcanus, římský a etruský bůh
- Wayland, starogermánský mytický kovář, vykoval např. meč Durandal věnovaný Rolandovi

## Historie
První pokusy lidí zpracovávat železo spadají do 3. tisíciletí př. n. l., nálezy z tohoto období jsou velmi vzácné a pocházejí z oblasti Mezopotámie. V tomto období byl zpracováván náhodně nalezený materiál zpravidla meteoritického původu. Na takto nalezených předmětech je možno pozorovat základní kovářské techniky jako je vytahování, rozštěpování, ostření a probíjení. Příkladem je železná dýka z hrobu krále Meskalamšara (Ur) či Dýka z Alaca Höyür (Turecko). V tomto období byly kovové předměty velmi drahé a bylo s nimi zacházeno s úctou. V hrobech jsou nalézány na čestných místech. Železo bylo velmi drahý kov.
Větší rozvoj kovářství nastal zhruba ve 12. století př. n. l. v Asii, kde se začínají dělat první kovové předměty určené k denní potřebě.

### Halštatské období
V halštatském období nastal relativně prudký rozvoj používání železa a s tím i kovářství, ačkoli se jedná o období, kdy je využíván především bronz, postupně na území střední Evropy pronikla i snaha o zpracování železa. Problémem bylo, že železo bylo zpočátku tohoto období nutno dovážet, čímž vznik hutí zaostával za kovářstvím. V tomto období se poprvé začalo využívat polotovarů, a to železných lup a hřiven.
Naše znalosti o kovářství tohoto období vycházejí pouze z nalezených předmětů, nebyla nalezena žádná kovárna, proto lze v literatuře nalézt i rozporuplné údaje. Z nástrojů byly nalezeny nejen perlíky a malé kovadliny, ale i pérové kleště. Z nálezů lze usuzovat, že v kovárnách byla využívána těžká kovová kladiva. Kováři tohoto období rychle zvládli starší techniky a postupně je začaly i rozvíjet. V tomto období byla již objevena značná část kovářských technik, jako je sekání kovu za tepla, probíjení, pěchování a tepání. Koncem tohoto období bylo používáno dokonce i nýtování a hlazení povrchu. Z předmětů denní potřeby lze usoudit, že byla známa i technika štěpení a ohýbání železných prutů.
Jako materiál byla zpravidla využívána nestejnoměrně nauhličená či měkká ocel, taková ocel se samozřejmě lépe zpracovávala, ale nástroje z ní nebyly příliš pevné. Proto se začala objevovat technika tvrzení, kdy rozžhavený nástroj byl několikrát vložen do hromady dřevěného uhlí s přísadami, čímž došlo k nauhličení. Zajímavé je, že ačkoli bylo známo kalení, bylo využíváno velmi sporadicky. To bylo pravděpodobně způsobeno tím, že kováři nevěděli, co kalit lze a co ne, a při ceně materiálu se báli experimentovat.

### Doba laténská
Doba laténská je období mladší doby železné, nejzručnějšími kováři tohoto období byli Keltové. V tomto období se kovářství oddělilo od hutníků. Toto oddělení vyvolala nejen vyšší poptávka po ocelových předmětech, ale především rozšíření výroby mečů, se kterou stoupaly i nároky na kvalitu. Kováři zpracovávali polotovary (lupy nebo hřivny) a postupně začali vyrábět značné množství nových předmětů, jako byla kování, klíče, jednoduché zámky, atp. Jejich výrobky (především meče) dosahovaly vysoké kvality a ovlivnily tak další vývoj kovářství.
S nárůstem potřeby ocelových předmětů narůstal i počet kovářů, ti získali výjimečné společenské postavení, a protože ovládali oheň, byli mj. považování i za znalce magie. Jejich kovářskou techniku převzaly postupně germánské kmeny a později tyto znalosti ovlivnily i slovanské kovářství.

### Římské kovářství
Římské kovářství přímo navazovalo na prvky kovářství antického Řecka a keltského, navíc postupně přijímalo zajímavé inovace a prvky z jiných kultur. I díky kvalitativní převaze v tomto řemesle získávali Římané převahu v boji.
V tomto období byly známy prakticky všechny základní techniky, které kovářství využívá. Římská kovárna se přiblížila podobě kovárny 19. století, měla krytou výheň, dmychadlo a kovář používal velmi podobné nářadí. V tuto dobu se sortiment kovářských výrobků velmi rozšířil a zasahoval od výroby nářadí, přes umělecká díla až po výrobu např. příborů či psacího náčiní. To nutně vedlo ke specializaci jednotlivých kováren. V jednotlivých kovárnách pracoval jeden kovář s jedním či dvěma pomocníky, kovář u práce seděl.

### Slovanské kovářství
Po úpadku Keltů nastal v oblasti střední a východní Evropy úpadek kovářství. V 7. století do této oblasti pronikli Slované, kteří prokazatelně přišli se základními kovářskými znalostmi a velmi rychle odpozorovali znalosti germánských kmenů. Po vzniku Velké Moravy prakticky navázali na keltské znalosti (oddělení hutnictví), které začali zdokonalovat. Kováři již byli odděleni od hutníků, ale nebyli nijak specializováni. Postupně vznikl rozdíl mezi kováři v hradištích a vesnickými kováři. Kováři pracující v hradištích se postupně dostávali i k náznaku umělecké práce.
I u slovanských kmenů bylo povolání kováře velmi ceněno, kovář byl považován nejen za řemeslníka, ale i léčitele a jakéhosi ochránce vesnice od zlých duchů. Kovářským bohem byl Svarog.
Bylo nalezeno několik poměrně zachovalých kováren, které velmi přesně dokumentují jak vypadala slovanská kovárna v 8. století. Kovář používal velké množství nářadí, nebyl schopen pracovat sám, pravděpodobně mu pomáhali členové jeho rodiny a řemeslo se tak dědilo z otce na syna.

### Románské kovářství

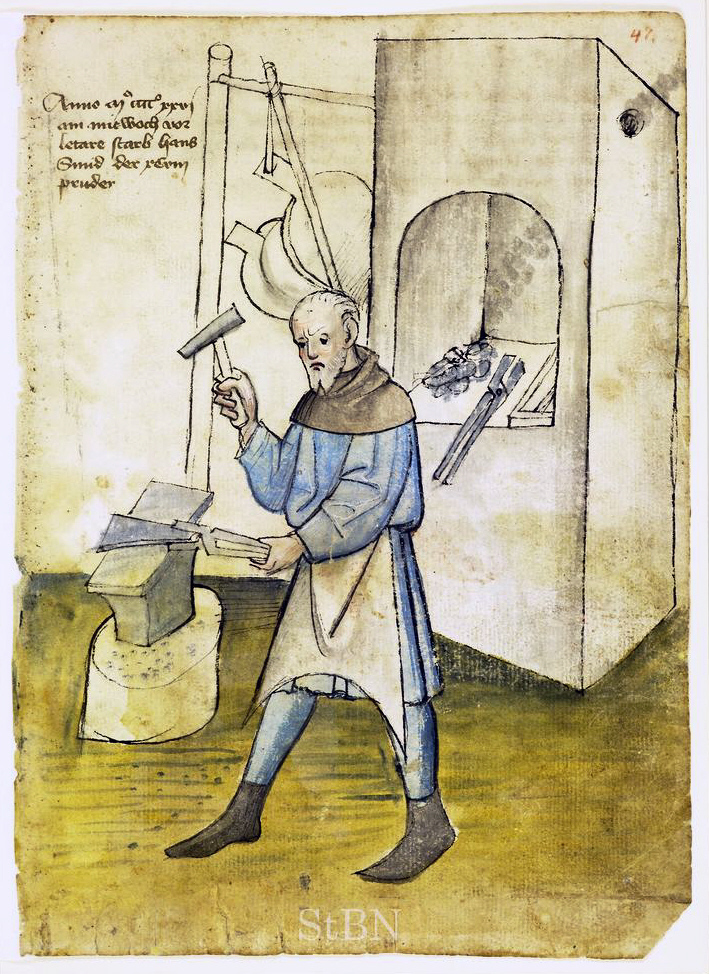
Hans Schmid, norimberský kovář doby gotické, kolem 1450

V průběhu 9. století se ve značné části Evropy prosadil románský sloh, který zasáhl i do kovářského řemesla. I v tomto období se většina kovářů zabývala výrobou pro zemědělce nebo výrobou zbraní. V jednotlivých kovárnách tak vznikla specializace, kde se vesničtí kováři věnovali především zhotovování a údržbě zemědělského nářadí. Kováři ve městech se zabývali potřebami měšťanů, navíc se formovaly kovárny zabývající se pouze výrobou zbraní.
Velice úzká část kovářů pak získávala zakázky na umělecká díla a to především náboženského rázu. U církevních staveb se nejednalo pouze o mříže, ale i o doplňky jako je např. svícen, kování atp. U těchto výrobků již začínala být požadována nejen funkčnost, ale i estetická funkce. Ve druhé polovině 12. století začal růst hospodářský význam měst. V tomto období se z kovářství začínají vyštěpovat jednotlivé obory, jako bylo kotlářství, výroba střelných zbraní, nožířství, atp. Koncem tohoto období se jednotliví řemeslníci začínali spojovat a tím vznikal základ pro pozdější cechy. Nejcennějšími doklady umělecké práce jsou mříže kostelů ve významných městech (např. Notre Dame v Paříži).

### Gotické kovářství
Gotika se poprvé objevila ve druhé polovině 12. století ve Francii a odtud se během zhruba dvou set let rozšířila do téměř celé Evropy. V tomto období se města dostala na vyšší úroveň, čímž se městské kovářství postupně stále více zabývalo i estetickou hodnotou a stávalo se tak uměleckým řemeslem. Výrazný vliv na tuto skutečnost měl fakt, že přibývalo zakázek tohoto typu, to bylo způsobeno jednak rozmachem církve a jednak faktem, že zadavatelem luxusních děl přestala být pouze církev, ale stala se jimi i aristokracie a časem i bohatí měšťané. V tomto období se podstatně posílila moc cechů, což vedlo k odštěpování dalších oborů z kovářského řemesla.
Ve 14. století bylo objeveno lití železa, které nepatří do kovářské práce. Dalším zásadním řemeslem, která se osamostatnilo bylo zámečnictví. Mezi zámečníky a kováři vznikala postupem doby řada sporů, které městské rady řešily různě, přesto lze říci, že koncem tohoto období obecně platilo, že kovářství zahrnovalo práce, které se v uměleckém kovářství objevují dodnes. Tímto vývojem prošla různou rychlostí téměř celá Evropa.
Zvláštním případem bylo vesnické kovářství, které bylo novými proudy víceméně nezasaženo. Poněkud stranou stáli zbrojíři, kteří sice nespadali pod kovářský cech, přesto se jejich techniky často potkávaly a ovlivňovaly. Přesto v mnoha ohledech měli zbrojíři blíže k zámečníkům než kovářům.
Klasickým příkladem práce tehdejších kovářů jsou korouhve, kování, kříže a mříže. Umělecké ambice se nejvíce projevovaly na mřížích, které byly zpravidla tvořeny svislými a vodorovnými čtyřhrannými tyčemi, jednotlivá pole pak byla zdobena různými spirálami atp. Na počátku 16. století se tyto motivy vyčerpaly, ve stejnou dobu se však vyčerpala i gotika.

### Renesanční kovářství
V 15. století došlo k nástupu renesance, která ovlivnila celou tehdejší společnost a její pohled na svět. Postupně se prosazovaly myšlenky obracející se k antice a navracející životu jeho světský charakter. Tím stoupala i poptávka po kovářské umělecké práci, která se kromě mříží dostala i na drobnější předměty. Základem uměleckého kovářství byly stále mříže. Typickou renesanční mříž tvořily pruty provlékané do obloukovité spirály, jejich konce byly zpravidla bohatě zdobeny zvířecími či lidskými motivy. Dalším oblíbeným motivem byla jablka a listy.
V tomto období se cechy postupně stávaly součástí městské politiky, to vedlo ke značnému omezení vlivu jednotlivců na cech. V Čechách se navíc do řemesel zapletla politika, kvůli husitství prakticky odešla většina Němců a na jejich místo se dostali Češi. To způsobilo snížení kvality všech řemesel včetně kovářství. Do podmínek tovaryšství a následně i k udělení titulu mistra se mj. dostala i podmínka přijímání podobojí. Příkladem renesanční kovářské práce je mříž kolem studny na staroměstském Malém rynku.

### Barokní kovářství
Lze tvrdit, že kovářství v tomto období dosáhlo svého vrcholu, nároky na umělecké kovářství byly opravdu velké a kovářské řemeslo bylo často využíváno. Největší rozmach byl ve Francii, která se tak stala vzorem nejen tehdejší kovářské práce. Barokní architektura zvládla využít kovářství prakticky na maximum, dekorativní mříže a kovářské prvky se začaly objevovat v parcích, balkónech, nádvoří, krbech atp. V tomto období se umělecká práce prosadila mj. i na klepadlech, klíčích, zámcích a dalších předmětech doplňujících architekturu. V tomto období byl zájem o kovářskou práci obrovský a právě v tomto období se změnila i práce ve venkovských kovárnách a kováři se začali zajímat nejen o funkčnost výrobku.
Barokní kovářství již nedrželo jednotný směr, ale rozdělilo se na dva základní proudy, z nichž jeden dodržoval symetrii a měl poměrně přesný a přísný řád, tento směr se nazývá klasicistní. Druhý směr, tzv. radikální, se vyznačoval velkou bohatostí forem a tvarů. Tento směr byl velice volný a oblíbený především v o proud působil těžkopádně, nepřirozeně a lze říci i přeplácaně.
Z technik se v tomto období prosadilo plátování, populární bylo svařování a relativně běžné se stalo nýtování, velmi častou dominantou kompozice byla zdobená spirála-voluta. (Je to vlastně Archimédova spirála).
Nejvýznamnější díla vznikla ve Francii, za vrchol kovářského řemesla, nejen tohoto období, bývají označovány kovářské práce v Louvre či Versailles. V Českých zemích nevznikla díla světového významu, přesto se objevila díla mimořádných kvalit, např. mříže katedrály svatého Víta v Praze. V tomto období byl zesílen tlak na změnu cechovního uspořádání. Roku 1731 vydal Karel VI. nové řemeslnické patenty, které rozkládaly cechovní strukturu – jednak nutily cechy přijmout i volné řemeslníky a jednak dostaly cechy pod přímý vliv magistrátů. Tato nařízení byla zpočátku obcházena, ale již ve druhé polovině 18. století se ukázalo, že cechovní uspořádání se kvůli velkovýrobě brzy stane neudržitelné.

### Rokokové kovářství
Rokoko se překrývalo s pozdním barokem a jejich prvky se samozřejmě ovlivnily, v kovářství je tento vliv silně patrný především ve Francii. Pro rokokové kovářství zůstala typická ornamentální zdobnost, kde se prosadil především tzv. rokaj. V této době ztratila kovářská díla svoji funkci a byla zcela podřízena funkci dekorativní, což se nejvýrazněji projevilo na mřížích. V rokoku nastal rozvoj především menší kovářské práce, jako byly lucerny, zábradlí atp. Rychlý konec rokoka byl způsoben i počátkem manufakturní výroby, která výrazně ovlivnila další vývoj všech řemesel.

### Klasicismus a empír v kovářství
Klasicismus vychází z baroka, ale hledá nové motivy v římských resp. helénistických vzorech. Tomuto novému trendu se přizpůsobilo i kovářství, čímž se zjednodušily a do jisté míry odlehčily vzory.
Empír čerpal z nejstarších antických památek. Dórský styl kovářství vyhovoval nejlépe, začala se využívat hladká tyč, zdobení bylo jednoduché s opakujícími se geometrickými či rostlinnými motivy. Ani v této době nevznikl jednotný kovářský styl, ale stylová rozmanitost umožnila kovářské práci vyniknout. Ta v tomto období začala být postupně nahrazována sériovou výrobou a postupně se vytrácel individuální prvek, který se znovu zdůraznil až ve druhé polovině 20. století.

### Historismus
Ve druhé polovině 19. století existovala řada stylů (např. romantismus), ve kterých se kovářská práce nemohla prosadit. Proto postupně nastal úpadek kovářských děl, která byla zcela ovlivňována zakázkami a prakticky nevznikala umělecky hodnotná díla. Lze tvrdit, že v tomto období kovářská umělecká práce téměř neexistovala. S technickým rozvojem hutnictí í a válcoven došlo také konečně ke zlevnění oceli. Na trhu se objevilo velké množství hotového profilovaného materiálu, se kterým začal pracovat nový obor, vzniklý z kovářství – umělecké zámečnictví.

### 20. století

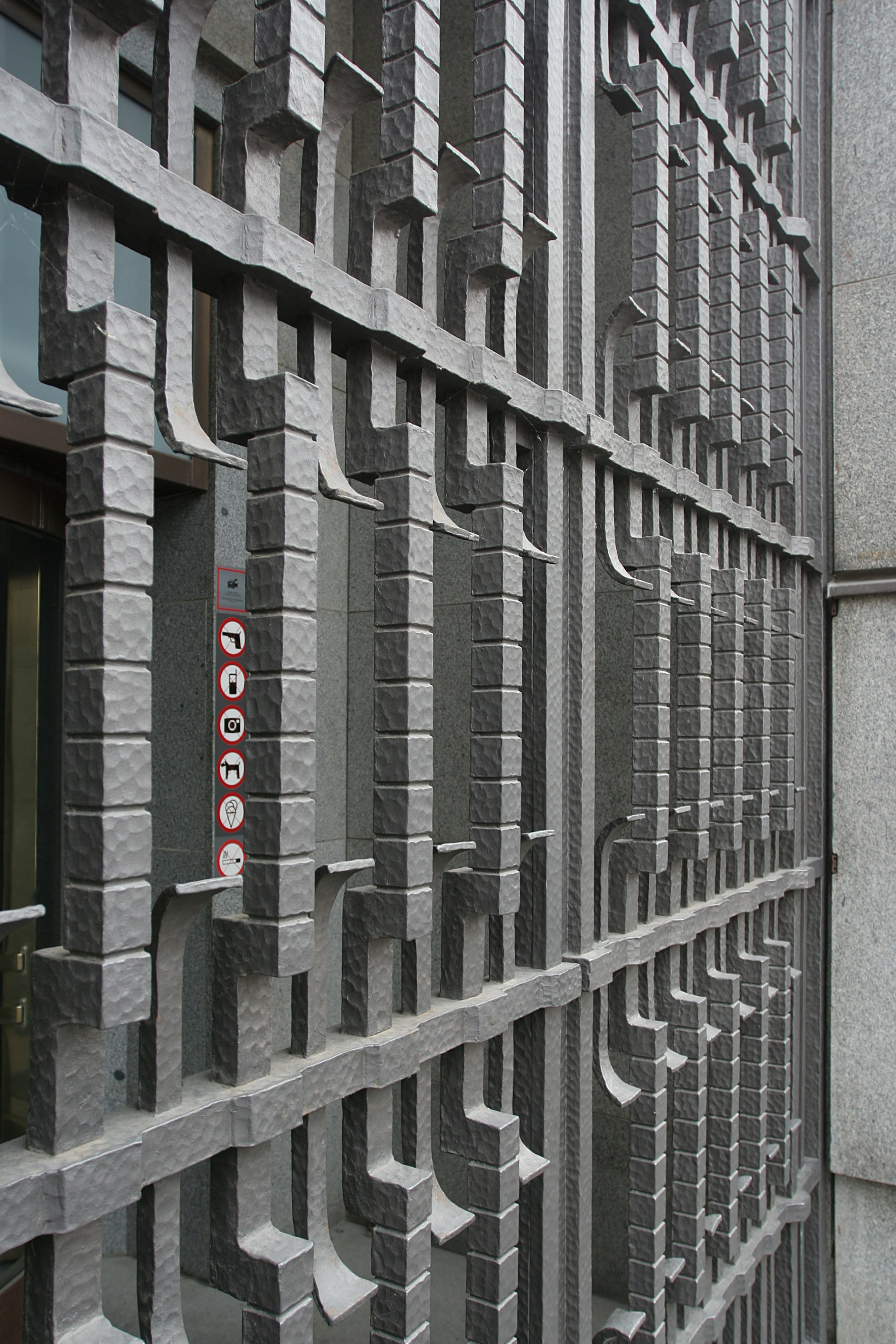
Detail mříží ČNB.

V první polovině 20. století se objevila celá řada uměleckých stylů, které existovaly současně. Některé z těchto stylů byly v kovářské práci poměrně oblíbeny, přesto ani moderna, funkcionalismus či konstruktivismus nemohly kovářství více ovlivnit. Zvláštní je, že vznikala i kubistická díla, kde se tento pro kovářství zcela nevhodný směr výrazně projevil.[zdroj⁠?!]
Po druhé světové válce nastal útlum kovářství a to jak uměleckého tak venkovského, zvláště v socialismu bylo kovářství téměř na vymření a teprve v 70. letech nastala renesance uměleckého kovářství, kdy znovu začala být ceněna ruční práce. Západní Evropa prošla podobným vývojem, ale zájem o kovářské výrobky započal pod vlivem brazilské a mexické architektury zhruba o deset let dříve. V poslední době se zájem spíše než na mříže soustředí na doplňky interiéru. V této době již zcela vymřela celá řada řemesel, která pracovala s kovy (zbrojíři, platnéři, atp.) a jejich funkci opět převzali kováři, skutečností je, že tato řemesla zanikla po vzniku manufaktur, a do této doby prakticky nebyl zájem o jejich výrobky.
Evropské kovářství se v tomto období protnulo s některými motivy, asijského kovářství a bylo tak obohaceno o některé nové prvky. Dějiny neevropského kovářství jsou ovlivněny styly, jimiž asijské umění, především islámské prošlo. Lze říci, že tamní vliv kovářství byl výrazně menší a že bylo zaměřeno spíše na výrobu zbraní či praktických věcí obdobně jako vesnické kovářství. V těchto zemích neproběhlo tak výrazné oddělení některých řemesel a proto kovářství zabírá širší pole působnosti. Neexistence městských kováren (byly zrušeny se vznikem manufakturní výroby a počátkem století 20.), vede k tomu, že umělečtí kováři působí prakticky pouze na venkově.

### Vesnické kovářství
Jedná se o specifické, některými znalci nazývané pravé, řemeslo. Hlavním požadavkem byla funkčnost, proto se vesničtí kováři zaměřili na zemědělské náčiní, jeho údržbu a výrobu. Lze tvrdit, že v Evropě se kováři zabývající se řemeslem na vesnici vyčlenili v průběhu 14. století. V této době se kovářská díla rozdělila na tzv. kovářská díla bílá (výroba a údržba nářadí) a kovářské dílo černé (podkovářství a kovářská práce na vozech).
Toto kovářství neprocházelo téměř žádným vývojem, respektive vývoj byl závislý na vývoji zemědělství. Přesto i zde kováři vytvářeli díla se snahou o zdobnost a snažili se určitým způsobem napodobovat moderní styl. V českých zemích se velká část kovářů neuživila pouze kovařinou a měla ji jako doplňkovou činnost k hospodaření na svém statku. Navíc většina větších statků měla i malou výheň a drobné opravy si tak tito zemědělci dělali sami. Poměrně specifickým prvkem byly obecní kovárny, které obec pronajímala kováři. Z tohoto pronájmu plynuly jisté výsady a jisté povinnosti.

### Soudy a pověry
- Přísahat na rozžhavené železo byla nejvyšší forma Božího soudu, od raného středověku až do vlády Karla IV.: Obviněný se musel buď postavit na rozžhavený pluh, než se očistil od nařčení, nebo přísahat položením dvou prstů na žhavé železo [2]
- Když v sobotu kovář skončil práci, třikrát silně udeřil do kovadliny. To proto, aby se ďábel, který je v podzemí zakován v řetězech, neuvolnil z okovů a na zemi pak neškodil.
- Kladivo se nemá nechávat přes noc na kovadlině – to pak druhý den velice bolí ruce.
- Svěrák se nemá nechávat přes noc utažený – to pak celou noc bolí zuby.